# Лъскавоглав синигер
Лъскавоглавият синигер (Poecile palustris) е дребна пойна птица от семейство Синигерови (Paridae). Разпознават се от 8 до 11 подвида.

## Разпространение и местообитание
Видът е разпространен в цяла Европа и Северна Азия. Може да се види на различни места, включително сухи гори.
Среща се и в България.

## Описание
Тази птица достига на дължина до 12 см при тегло от 12 грама. Има черно теме и тил, бледи бузи, кафяв гръб и сивокафяви крила и опашка.

## Хранене
Лъскавоглавият синигер е всеаден. Храната му включва гъсеници, паяци и различни семена.

## Размножаване
Гнезди в дупки на дървета, като в повечето случаи предпочита да използва вече съществуващи кухини. Снася от 5 до 9 яйца.